# Campagne-sur-Aude
Campagne-sur-Aude  es una pequeña localidad y comuna francesa, situada en el departamento del Aude en la región de Languedoc-Roussillon. 
A sus habitantes se les conoce en idioma francés por el gentilicio Campenois.

## Demografía
| 510 | 520 | 575 | 617 | 641 | 593 |
| Para los censos de 1962 a 1999 la población legal corresponde a la población sin duplicidades (Fuente: INSEE [Consultar]) |     |     |     |     |     |

## Lugares de interés
- Sitio donde fue descubierto un esqueleto de un dinosaurio Ampelosaurus atacis.
- Iglesia románica del siglo X.
- Le fort cátaro.
- En las proximidades, el Museo de los dinosaurios de Espéraza